# USS Jason Dunham (DDG-109)
USS Jason Dunham (DDG-109) – amerykański niszczyciel rakietowy typu Arleigh Burke. Nazwa okrętu pochodzi od nazwiska kaprala piechoty morskiej, Jasona Dunhama, który zginął na skutek ran odniesionych podczas II wojny w Zatoce Perskiej i został uhonorowany Medalem Honoru.
Nazwę okrętu ogłosił sekretarz marynarki wojennej Stanów Zjednoczonych, Donald Winter podczas oficjalnej ceremonii, która miała miejsce 23 marca 2007 roku w rodzinnej miejscowości Dunhama. Stępkę pod budowę okrętu położono 11 kwietnia 2008 roku w stoczni Bath Iron Works w Bath w stanie Maine. Budowa zakończyła się w 2009 roku, a okręt wszedł do służby w 2010 roku.